# Clubiona corrugata
Clubiona corrugata este o specie de păianjeni din genul Clubiona, familia Clubionidae, descrisă de Friedrich Wilhelm Bösenberg și Strand, 1906. Conform Catalogue of Life specia Clubiona corrugata nu are subspecii cunoscute.